# Cesari di palazzo della Loggia
I Cesari sono un ciclo di trenta busti scolpiti in marmo (circa 100×100 cm), ventiquattro di Gasparo Cairano e sei del Tamagnino, i primi databili tra il 1493 e il 1503, i secondi eseguiti tra il 1499 e il 1500, conservati sui prospetti esterni del palazzo della Loggia a Brescia. A questi si aggiungono altri quattro esemplari più piccoli eseguiti da Gasparo Cairano tra il 1503 e il 1508 e collocati sul cavalcavia tra il palazzo e l'edificio dello scalone a nord, più altri tre esemplari, due di profilo e uno di fronte, dello stesso autore e databili allo stesso periodo collocato sul portale dello stesso edificio.

## Storia
La produzione scultorea del Cairano per il rivestimento esterno del costruendo palazzo della Loggia parte a pieno regime il 30 agosto 1493, a un anno e mezzo dall'inizio del cantiere dell'edificio, con la consegna di "capita 5 imperatorum romanorum", ossia di cinque busti per il ciclo dei trenta Cesari, così come riportato nel XVIII secolo da Baldassarre Zamboni attingendo dai perduti libri contabili del palazzo pubblico. I pagamenti allo scultore per il resto degli esemplari sono registrati fino al 1503 con cadenze irregolari, che lasciano scoperti gli anni 1494, 1496, 1499 e 1502, intercalati da pagamenti al medesimo scultore per molti altri tipi di materiale lapideo. Ogni busto viene pagato 10 lire planette con l'eccezione di due esemplari, consegnati nel 1497 e nel 1498, pagati solamente 8 lire, mentre di quattro non si hanno informazioni sull'ammontare del compenso. Inoltre, i dati reperiti dallo Zamboni enunciano solamente ventuno esemplari dei ventiquattro eseguiti dal Cairano e, in ogni caso, da nessun pagamento è possibile risalire con esattezza all'esemplare di riferimento, causa la genericità delle annotazioni.
Il monopolio di Gasparo Cairano sui Cesari viene interrotto solamente durante una breve estemporanea del Tamagnino a Brescia, reclutato nel cantiere della Loggia probabilmente per la fama acquisita nei lavori alla Certosa di Pavia, tra la fine del 1499 e l'inizio del 1500. All'arrivo del Tamagnino nel 1499, il Cairano ha già consegnato almeno cinque Cesari e diverso altro materiale lapideo, tuttavia in quell'anno è registrato solamente il pagamento di una protome virile, dato che il lavoro dell'artista è completamente assorbito dai due Trofei angolari giganti, da poco cominciati. Nel novembre 1499, il Tamagnino si insidia rumorosamente nel monopolio del concorrente, consegnando ben quattro Cesari e tre protomi leonine e mettendo in mostra le sue capacità e il suo calibro. Tuttavia, nei sette mesi successivi le consegne dello scultore prendono uno strano andamento: mentre al Cairano si susseguono anticipi e saldi per i soli Trofei, in una vera e propria cesura produttiva che non registra altri suoi lavori, il Tamagnino realizza due soli Cesari e ben diciassette protomi leonine, la più ingente quantità di questi pezzi registrata nel cantiere della Loggia in un periodo così ristretto.
Notare che il ciclo delle protomi leonine prevedeva manufatti molto più seriali e ripetitivi di quello delle protomi virili, tanto da essere considerato secondario e al quale operarono molti altri lapicidi di bassa levatura. Inoltre, ogni opera del Tamagnino viene pagata palesemente molto meno rispetto ai saldi medi per i manufatti dello stesso tipo. A titolo di paragone, noto che venti soldi costituiscono una lira veneziana, si consideri che il 27 maggio 1500 allo scultore vengono saldate otto protomi leonine a 45 soldi l'una (poco più di due lire), mentre in altre note contabili, per gli stessi manufatti, il lapicida Gaspare da Carsogna riceve tre lire ciascuna, Iacopo Campione due lire e Girolamo di Canonica tre lire, senza contare Gasparo Cairano a cui vengono pagate anche 8 lire per ogni protome virile consegnata.
I suoi Cesari, sei in totale e pure assolutamente pregevoli, vengono praticamente relegati sui due fianchi sud e ovest, di fatto sul retro del palazzo e nell'angolo meno frequentato. Davanti a tale deprezzamento del proprio lavoro, diventa plausibile l'idea che con il sesto e ultimo Cesare consegnato, identificabile nell'esemplare più scadente dell'intero ciclo, il Tamagnino intendesse schernire collega e committenti, che per la seconda volta a Brescia ne avevano sabotato il successo, o quantomeno il giusto riconoscimento, ignorando e sottostimando il suo lavoro. Dopo questi eventi, il Tamagnino abbandona Brescia probabilmente per sempre, lasciando Gasparo Cairano unico protagonista del panorama artistico scultoreo locale.
L'unicità e la rilevanza di questo ciclo vengono onorate dalla citazione a stampa del De Sculptura di Pomponio Gaurico, edito a Firenze nel 1504. L'umanista offre allo scultore bresciano un lusinghiero memoriale in latino, non casualmente citando il Palazzo della Loggia e l'incomparabile ciclo dei Cesari:
(Pomponio Gaurico, De sculptura, pp. 254-255.)
Questa annotazione conferisce un grande onore allo scultore e ai suoi Cesari, nonché all'intera architettura della Loggia, che ad appena dodici anni dall'inizio del cantiere trovavano posto a fianco dei grandi protagonisti della scultura italiana di tutti i tempi, in una pubblicazione di profonda cultura artistica ed espressamente dedicato a questioni figurative, unico scultore lombardo nominato oltre a Cristoforo Solari. Tra il 1503 e il 1508 sono databili anche i quattro busti sul cavalcavia tra il palazzo pubblico e l'edificio con lo scalone a nord, compreso il portale dell'edificio stesso e gli ultimi tre busti ivi collocati, portando il totale degli esemplari a ben trentasette.
Durante i primi anni del XXI secolo i busti sui lati est e nord, compresi quelli del cavalcavia e il portale dello scalone, vengono ripuliti dalla patina di sporcizia e dalle incrostazioni, riportandoli a una migliore condizione di lettura critica in termini di tecnica e qualità artistica.

## Descrizione
Ogni singolo busto è collocato in apposito vano circolare nei pennacchi di ogni singola campata delle arcate affacciate all'esterno, dunque due busti per ogni fornice. Vi sono sei esemplari sul prospetto est e altrettanti su quello ovest, dieci su quello sud e otto sul fronte nord, dato che la campata mediana su questo lato è occupata dall'innesto del cavalcavia sul vicolo sottostante, che collega il palazzo pubblico all'edificio dello scalone. Sul medesimo cavalcavia sono collocati altri quattro busti, mentre tre, due di profilo e uno frontale, sono tra le membrature architettoniche del portale dello stesso edificio.

## Stile
La produzione dei busti di Gasparo Cairano si può ricondurre, a livello generale, a una rielaborazione moderna della ritrattistica antica e delle fonti che la rappresentavano, anche in modo indiretto: nel primo busto sud del prospetto est, tra i primi ad essere eseguiti, si notano somiglianze con il ritratto di Bartolomeo Colleoni nel suo monumento di Andrea del Verrocchio a Venezia, il cui modello era sicuramente già stato approntato prima della morte dello scultore nel 1488, mentre un altro rivela affinità con una nota e molto diffusa effigie di Antonino Pio e un altro ancora con un ritratto di profilo di Nerone, a sua volta molto celebre all'epoca e qui riproposto in tre dimensioni. Inoltre, già nel 1900 il Meyer rileva le somiglianze tra questi busti e le teste in terracotta di Agostino Fonduli per la sagrestia della chiesa di Santa Maria presso San Satiro a Milano, mentre Giovanni Agosti, nel 1995, ne rileva gli influssi da Leonardo da Vinci. I busti del Tamagnino, invece, non sembrano presentare particolari riferimenti artistici.
In generale, è apprezzabile un considerevole salto di qualità rispetto agli Apostoli del santuario dei Miracoli, scolpiti appena qualche anno prima: notare come il ciclo dei Cesari non abbia eguali nella precedente produzione scultorea rinascimentale sul tema delle effigi imperiali e non solo per l'entità numerica, ma anche per le notevoli dimensioni di ogni esemplare. La presenza di questi Cesari sui fronti della Loggia di Brescia, nonché le caratteristiche dello stesso palazzo, sono quindi testimonianza di un potenziamento architettonico e figurativo che si distacca, elevandosi in un pieno dominio dell'arte classica, dalle sperimentazioni della facciata e degli interni del santuario dei Miracoli. Gasparo Cairano, attraverso la produzione di questi Cesari e dei successivi ornati architettonici del palazzo, diventa quindi l'artefice di un desiderio comune alla committenza pubblica e privata bresciana, ossia tradurre nella pietra il proprio vanto per la discendenza storica dalla Roma antica e cavalcando così il fervore rinascimentale locale.
Tuttavia, anche questi primi Cesari non raggiungono l'impronta classica e l'espressività dei cinque busti databili tra il 1503 e il 1508 collocati quattro sul cavalcavia e tre sul portale dello scalone del palazzo. I primi quattro sono lievemente più piccoli di quelli per i fronti della Loggia e, assieme alle altre membrature architettoniche dell'apparato in cui sono collocati, riprendono le linee del palazzo pubblico e fungono perciò da raccordo tra quest'ultimo e l'edificio con lo scalone, situato a nord. Sono tutti di ottima qualità tecnica ed esecutiva, con comunque un'attenzione maggiore per i due busti rivolti verso la piazza rispetto a quelli sul retro. In particolare, il più pregevole e riuscito, soprattutto in termini di espressività e interpretazione degli esemplari romani, risulta essere il Cesare sinistro del lato est del cavalcavia, appunto verso la piazza. In esso si rileva un'abile commistione tra i particolari naturalistici dell'incarnato e un efficace classicismo nello sguardo trasognato, con un evidente approccio all'arte di Tullio Lombardo.